# Pamfylien

Pamfylien låg på Anatoliens (Mindre Asiens) sydkust

Pamfylien var under antiken en region i södra Mindre Asien mellan Lykien och Kilikien, med kust mot Medelhavet och Taurusbergen i norr. Det gränsade i norr till bergsregionen Pisidien och var därför ett litet land som sträckte sig över ungefär 50 kilometer kust och 20 kilometer inåt land.

## Historia
Pamfyliens område var en del av Hettiterriket, på 1200-talet f.Kr. som Tarhuntassa-provinsen. Mot slutet av 1200-talet gick Hettiterriket under och Tarhuntassa levde troligen vidare som ett eget rike efter det, men hur länge vet man inte.
Mycket är okänt om de följande århundradena, men under 600-talet f.Kr., då handelskontakterna med grekerna fick fart, gick området under namnet Pamfylien. Viktiga handelsstäder uppstod nu, som Perge och Side, även den äldre staden Aspendos växte snart i betydelse.
De rika handelsstäderna gjorde också området attraktivt för regionens stormakter. Det hamnade ett tag under Lydien, innan det istället erövrades av Perserriket på 500-talet f.Kr. På 400-talet var det under en tid under Atens styre, innan det återtogs av Persien. Pamfylien tillhörde sedan Perserriket fram till 333 f.Kr. Därefter var det under makedonskt styre.
Efter det makedonska imperiets sönderfall hamnade Pamfylien under skiftande härskare. År 188 f.Kr. tvingade Romarriket fram att Pamfylien hamnade under det allierade Pergamons styre. Under Pergamon-tiden grundades staden Attaleia (Antalya) av Attalos II 150 f.Kr. År 133 f.Kr. överlämnades Pergamon till Romarriket. Det kom därefter en tid av oroligheter och laglöshet i området kring Pamfylien, innan Romarriket under första århundradet f.Kr. tog området i mer direkt besittning. År 43 e.Kr. bildade Pamfylien och Lykien en romersk provins, som i slutet av 200-talet delades i två.

### Pamfylien och Pisidien
Pamfylien och Pisidien hade en befolkning med gemensamt ursprung, men Pamfylien, med sitt läge vid kusten och dess bördiga jord, befolkades tidigt även av framför allt greker och kilikier. Pamfylien fick så en större befolkning och en snabbare utveckling än Pisidien.
En distinktion mellan Pamfylien och Pisidien gjordes åtminstone på 300-talet f.Kr. Herodotos (484–425 f.Kr.), som över huvud taget inte nämnde pisidierna, räknade pamfylierna till folken i Mindre Asien, men Eforos (ca 400–330 f.Kr.) nämnde båda och placerade dem i geografiskt skilda områden. Under romersk administration fick Pamfylien dock även omfatta Pisidien, och Ptolemaios (ca 90–170 e.Kr.) beskrev regionen som en helhet.
Båda regionerna utvecklade tidigt ett eget alfabet, delvis grekiskt och delvis av asiatiskt slag.[källa behövs] Några inskriptioner finns bevarade på marmor och mynt.